# Антонина Жабинска
Антонина Ма̀рия Жабѝнска (на полски: Antonina Maria Żabińska)(родена на 18 юли 1908 г. в Санкт Петербург, умира на 19 март 1971 г. във Варшава) е полска писателка, свързана с варшавския зоопарк заради съпруга си Ян Жабински.

## Биография
Дебютира с разказа „Дневникът на жирафа“ в списанието Moje pisemko (1934), през 1936 г. публикува „Jak białowieskie rysice zostały Warszawiankami“ (като първи том от серията „Opowieści przyrodnicze“). През 1939 г. излиза нейната книга „Джоли и сие“, която бива преиздавана много пъти след войната (с подзаглавие „Из историята на варшавския зоопарк).
По време на Втората световна война, заедно със съпруга си укриват бегълци от Варшавското гето, на територията на празните пространства на зоопарка. Поради този факт през 1965 г. и двамата са удостоени с медала Праведник на света.
След войната публикува предназначените за по-млади читатели томове „Рисове“ (1948) и „Борсучето“ (1964). През 1968 г. публикува книгата „Хора и животни“, в която представя своята дейност по време на окупацията. През 1970 г. излиза нейната последна книга „Нашият дом в зоологическата градина“, посветена на варшавския зоопарк.
Погребана е в гробището Повонзки във Варшава.
През 2007 г. Даян Акерман, въз основа на спомените на Жабинска в „Хора и животни“ я превръща в герой на книгата си „The Zookeeper’s Wife“ („Жената на пазача на зоопарка“). Книгата е екранизирана през 2017 г.
През 2008 г. Антонина Жабинска посмъртно е отличена с Командорски кръст на Ордена на Възраждане на Полша.